# リンディ・レミギノ
リンディ・ジョン・レミギノ（Lindy John Remigino, 1931年6月3日 - 2018年7月11日）は、アメリカ合衆国の陸上競技選手。1952年ヘルシンキオリンピックの金メダリストである。

## 経歴
レミギノは、1952年のIC4A選手権で優勝。その後行われた1952年ヘルシンキオリンピックの代表選考レースでは2位となり、オリンピック出場を決めた。オリンピック前のトレーニングでは他の選手はレミギノの走りに誰もついていけなかった。イタリア系のレミギノにイタリアのファンから声援が飛ぶ。そして100mの決勝は歴史に残る興奮したレースとなった。
スタートとともにオーストラリアのジョン・トレロアが一歩リード。しかし、素早くレミギノがトレロアを捕らえる。ジャマイカのハーブ・マッキンリーがちょっと後ろから追いかける。80mを過ぎまで、レミギノは大きくリードをとっていた。しかしここで彼はミスを犯してしまう。ゴールが視界に入り興奮したレミギノは、体が前に傾いてしまった。このためレミギノは減速。マッキンリー以下が襲いかかってきた。ゴールした瞬間誰が勝利したかわからなかった。
しかし、レミギノが金メダルであるとジャッジが下された。6人で行われたレースで、レミギノから最下位まで10分の1秒差の大変きわどいレースであった。
レミギノは、4×100mリレーにも出場。ディーン・スミス、前回大会の100m金メダル、この大会の110mハードル金メダルのハリソン・ディラード、この大会の200m金メダルのアンディ・スタンフィールドとともに、アメリカを金メダルに導いた。
2018年7月11日、コネチカット州ニューイントンの自宅にて87歳で死去。